# Doprężacz
Doprężacz – rodzaj sprężarki czołowej napędzanej przez samo sprężone powietrze (nazywane tu propelentem).
Służy do podwyższania ciśnienia danej substancji np. przy testach laboratoryjnych zaworów, rur i węży. Ciśnienie 7 bar może być jednostopniowo zwiększone do 200 bar, a wielostopniowo nawet do 1700 bar. Doprężacze dostępne są tylko dla bardzo małych przepływów.
Po wpłynięciu propelentu tłok zostaje przyciśnięty do dołu i wymusza wypłynięcie medium pod wysokim ciśnieniem. Wzmacniacz może pracować w procesie cyklicznym aż do osiągnięcia założonego ciśnienia. W ten sposób mogą być sprężane wszystkie gazy obojętne. We wzmacniaczu ciśnienia można również sprężać powietrze, ale musi być ono całkowicie pozbawione domieszek oleju aby uniknąć samozapłonu.